# История одного обмана, или Глобальное потепление
«История одного обмана, или Глобальное потепление» (англ. The Great Global Warming Swindle) — британский документальный фильм 2007 года, снятый телевизионным режиссёром-постановщиком Мартином Даркином (англ. Martin Durkin) и критикующий общепринятые взгляды на глобальное потепление. Фильм представляет мнение отрицателей изменения климата, он не соответствует научному консенсусу относительно антропогенных причин изменения климата.

## Описание
Британская премьера состоялась 8 марта 2007 года на местном телеканале Channel 4. По словам Хэмиша Микура, главы отдела документалистики этого канала, цель фильма — «представить точку зрения немногочисленного меньшинства учёных, которые не верят, что глобальное изменение климата обусловлено антропогенными выбросами углекислого газа».

## Критика
Фильм подвергся критике за недостоверность со стороны научных организаций и отдельных специалистов (включая одного из учёных, интервью с которым было использовано в фильме, и одного из тех, чьи исследования были использованы для подтверждения заявлений, высказанных в программе).
Отмечается, что в нём были неправильно использованы данные, имеется сфабрикованная информация, приведены вводящие в заблуждение доводы, опирающиеся на устаревшие результаты исследований, а точка зрения Межправительственной группы экспертов по изменению климата была искажена.
По запросу Дэвида Кинга британское государственное агентство Ofcom официально признало фильм частично недостоверным.